# Святов, Геннадий Матвеевич
Генна́дий Матве́евич Свя́тов  (4 июня 1938, Пенза — 27 июня 2004, там же) — российский, ранее советский, шахматный композитор. Финалист трёх личных чемпионатов СССР по шахматной композиции (1976, 1983, 1985). Двукратный чемпион СССР в составе сборной РСФСР (1975/1976, 1984/1985). Серебряный призёр командного чемпионата СССР (1972/1973). Победитель 4-го личного чемпионата РСФСР по шахматной композиции (1972) в разделе двухходовых задач.
Внёс большой вклад в развитие шахмат в Пензенской области. Основатель пензенской школы шахматной композиции, в которой воспитаны десятки составителей шахматных задач и этюдов. Журналист. Более 40 лет возглавлял шахматные отделы областных газет. Автор ряда статей по вопросам шахматной композиции.
В 1954 году ученик 9 класса, шахматист-перворазрядник Геннадий Святов опубликовал свою первую шахматную задачу. В следующем году в конкурсе Всесоюзного комитета по физкультуре и спорту получил своё первое отличие, попав в десятку лучших. Всего опубликовал около 400 задач, преимущественно двухходовки. На конкурсах получил более 100 призов, из них около 40 первых. Рейтинг в Альбомах ФИДЕ на 24 августа 2023 года — 2,5 балла.

## Задачи
|   | a | b | c | d | e | f | g | h |   |
| - | --- | --- | --- | --- | --- | --- | --- | --- | - |
| 8 | b8 белый конь · f8 белая ладья · h8 белый король · e7 белый слон · h7 чёрный конь · a6 чёрная ладья · c6 чёрный слон · e6 чёрная пешка · e5 чёрный король · b4 белый ферзь · g4 белая ладья · d3 чёрная ладья · c2 чёрный ферзь · h2 чёрный слон · g1 белый конь · h1 белый слон | b8 белый конь · f8 белая ладья · h8 белый король · e7 белый слон · h7 чёрный конь · a6 чёрная ладья · c6 чёрный слон · e6 чёрная пешка · e5 чёрный король · b4 белый ферзь · g4 белая ладья · d3 чёрная ладья · c2 чёрный ферзь · h2 чёрный слон · g1 белый конь · h1 белый слон | b8 белый конь · f8 белая ладья · h8 белый король · e7 белый слон · h7 чёрный конь · a6 чёрная ладья · c6 чёрный слон · e6 чёрная пешка · e5 чёрный король · b4 белый ферзь · g4 белая ладья · d3 чёрная ладья · c2 чёрный ферзь · h2 чёрный слон · g1 белый конь · h1 белый слон | b8 белый конь · f8 белая ладья · h8 белый король · e7 белый слон · h7 чёрный конь · a6 чёрная ладья · c6 чёрный слон · e6 чёрная пешка · e5 чёрный король · b4 белый ферзь · g4 белая ладья · d3 чёрная ладья · c2 чёрный ферзь · h2 чёрный слон · g1 белый конь · h1 белый слон | b8 белый конь · f8 белая ладья · h8 белый король · e7 белый слон · h7 чёрный конь · a6 чёрная ладья · c6 чёрный слон · e6 чёрная пешка · e5 чёрный король · b4 белый ферзь · g4 белая ладья · d3 чёрная ладья · c2 чёрный ферзь · h2 чёрный слон · g1 белый конь · h1 белый слон | b8 белый конь · f8 белая ладья · h8 белый король · e7 белый слон · h7 чёрный конь · a6 чёрная ладья · c6 чёрный слон · e6 чёрная пешка · e5 чёрный король · b4 белый ферзь · g4 белая ладья · d3 чёрная ладья · c2 чёрный ферзь · h2 чёрный слон · g1 белый конь · h1 белый слон | b8 белый конь · f8 белая ладья · h8 белый король · e7 белый слон · h7 чёрный конь · a6 чёрная ладья · c6 чёрный слон · e6 чёрная пешка · e5 чёрный король · b4 белый ферзь · g4 белая ладья · d3 чёрная ладья · c2 чёрный ферзь · h2 чёрный слон · g1 белый конь · h1 белый слон | b8 белый конь · f8 белая ладья · h8 белый король · e7 белый слон · h7 чёрный конь · a6 чёрная ладья · c6 чёрный слон · e6 чёрная пешка · e5 чёрный король · b4 белый ферзь · g4 белая ладья · d3 чёрная ладья · c2 чёрный ферзь · h2 чёрный слон · g1 белый конь · h1 белый слон | 8 |
| 7 | b8 белый конь · f8 белая ладья · h8 белый король · e7 белый слон · h7 чёрный конь · a6 чёрная ладья · c6 чёрный слон · e6 чёрная пешка · e5 чёрный король · b4 белый ферзь · g4 белая ладья · d3 чёрная ладья · c2 чёрный ферзь · h2 чёрный слон · g1 белый конь · h1 белый слон | b8 белый конь · f8 белая ладья · h8 белый король · e7 белый слон · h7 чёрный конь · a6 чёрная ладья · c6 чёрный слон · e6 чёрная пешка · e5 чёрный король · b4 белый ферзь · g4 белая ладья · d3 чёрная ладья · c2 чёрный ферзь · h2 чёрный слон · g1 белый конь · h1 белый слон | b8 белый конь · f8 белая ладья · h8 белый король · e7 белый слон · h7 чёрный конь · a6 чёрная ладья · c6 чёрный слон · e6 чёрная пешка · e5 чёрный король · b4 белый ферзь · g4 белая ладья · d3 чёрная ладья · c2 чёрный ферзь · h2 чёрный слон · g1 белый конь · h1 белый слон | b8 белый конь · f8 белая ладья · h8 белый король · e7 белый слон · h7 чёрный конь · a6 чёрная ладья · c6 чёрный слон · e6 чёрная пешка · e5 чёрный король · b4 белый ферзь · g4 белая ладья · d3 чёрная ладья · c2 чёрный ферзь · h2 чёрный слон · g1 белый конь · h1 белый слон | b8 белый конь · f8 белая ладья · h8 белый король · e7 белый слон · h7 чёрный конь · a6 чёрная ладья · c6 чёрный слон · e6 чёрная пешка · e5 чёрный король · b4 белый ферзь · g4 белая ладья · d3 чёрная ладья · c2 чёрный ферзь · h2 чёрный слон · g1 белый конь · h1 белый слон | b8 белый конь · f8 белая ладья · h8 белый король · e7 белый слон · h7 чёрный конь · a6 чёрная ладья · c6 чёрный слон · e6 чёрная пешка · e5 чёрный король · b4 белый ферзь · g4 белая ладья · d3 чёрная ладья · c2 чёрный ферзь · h2 чёрный слон · g1 белый конь · h1 белый слон | b8 белый конь · f8 белая ладья · h8 белый король · e7 белый слон · h7 чёрный конь · a6 чёрная ладья · c6 чёрный слон · e6 чёрная пешка · e5 чёрный король · b4 белый ферзь · g4 белая ладья · d3 чёрная ладья · c2 чёрный ферзь · h2 чёрный слон · g1 белый конь · h1 белый слон | b8 белый конь · f8 белая ладья · h8 белый король · e7 белый слон · h7 чёрный конь · a6 чёрная ладья · c6 чёрный слон · e6 чёрная пешка · e5 чёрный король · b4 белый ферзь · g4 белая ладья · d3 чёрная ладья · c2 чёрный ферзь · h2 чёрный слон · g1 белый конь · h1 белый слон | 7 |
| 6 | b8 белый конь · f8 белая ладья · h8 белый король · e7 белый слон · h7 чёрный конь · a6 чёрная ладья · c6 чёрный слон · e6 чёрная пешка · e5 чёрный король · b4 белый ферзь · g4 белая ладья · d3 чёрная ладья · c2 чёрный ферзь · h2 чёрный слон · g1 белый конь · h1 белый слон | b8 белый конь · f8 белая ладья · h8 белый король · e7 белый слон · h7 чёрный конь · a6 чёрная ладья · c6 чёрный слон · e6 чёрная пешка · e5 чёрный король · b4 белый ферзь · g4 белая ладья · d3 чёрная ладья · c2 чёрный ферзь · h2 чёрный слон · g1 белый конь · h1 белый слон | b8 белый конь · f8 белая ладья · h8 белый король · e7 белый слон · h7 чёрный конь · a6 чёрная ладья · c6 чёрный слон · e6 чёрная пешка · e5 чёрный король · b4 белый ферзь · g4 белая ладья · d3 чёрная ладья · c2 чёрный ферзь · h2 чёрный слон · g1 белый конь · h1 белый слон | b8 белый конь · f8 белая ладья · h8 белый король · e7 белый слон · h7 чёрный конь · a6 чёрная ладья · c6 чёрный слон · e6 чёрная пешка · e5 чёрный король · b4 белый ферзь · g4 белая ладья · d3 чёрная ладья · c2 чёрный ферзь · h2 чёрный слон · g1 белый конь · h1 белый слон | b8 белый конь · f8 белая ладья · h8 белый король · e7 белый слон · h7 чёрный конь · a6 чёрная ладья · c6 чёрный слон · e6 чёрная пешка · e5 чёрный король · b4 белый ферзь · g4 белая ладья · d3 чёрная ладья · c2 чёрный ферзь · h2 чёрный слон · g1 белый конь · h1 белый слон | b8 белый конь · f8 белая ладья · h8 белый король · e7 белый слон · h7 чёрный конь · a6 чёрная ладья · c6 чёрный слон · e6 чёрная пешка · e5 чёрный король · b4 белый ферзь · g4 белая ладья · d3 чёрная ладья · c2 чёрный ферзь · h2 чёрный слон · g1 белый конь · h1 белый слон | b8 белый конь · f8 белая ладья · h8 белый король · e7 белый слон · h7 чёрный конь · a6 чёрная ладья · c6 чёрный слон · e6 чёрная пешка · e5 чёрный король · b4 белый ферзь · g4 белая ладья · d3 чёрная ладья · c2 чёрный ферзь · h2 чёрный слон · g1 белый конь · h1 белый слон | b8 белый конь · f8 белая ладья · h8 белый король · e7 белый слон · h7 чёрный конь · a6 чёрная ладья · c6 чёрный слон · e6 чёрная пешка · e5 чёрный король · b4 белый ферзь · g4 белая ладья · d3 чёрная ладья · c2 чёрный ферзь · h2 чёрный слон · g1 белый конь · h1 белый слон | 6 |
| 5 | b8 белый конь · f8 белая ладья · h8 белый король · e7 белый слон · h7 чёрный конь · a6 чёрная ладья · c6 чёрный слон · e6 чёрная пешка · e5 чёрный король · b4 белый ферзь · g4 белая ладья · d3 чёрная ладья · c2 чёрный ферзь · h2 чёрный слон · g1 белый конь · h1 белый слон | b8 белый конь · f8 белая ладья · h8 белый король · e7 белый слон · h7 чёрный конь · a6 чёрная ладья · c6 чёрный слон · e6 чёрная пешка · e5 чёрный король · b4 белый ферзь · g4 белая ладья · d3 чёрная ладья · c2 чёрный ферзь · h2 чёрный слон · g1 белый конь · h1 белый слон | b8 белый конь · f8 белая ладья · h8 белый король · e7 белый слон · h7 чёрный конь · a6 чёрная ладья · c6 чёрный слон · e6 чёрная пешка · e5 чёрный король · b4 белый ферзь · g4 белая ладья · d3 чёрная ладья · c2 чёрный ферзь · h2 чёрный слон · g1 белый конь · h1 белый слон | b8 белый конь · f8 белая ладья · h8 белый король · e7 белый слон · h7 чёрный конь · a6 чёрная ладья · c6 чёрный слон · e6 чёрная пешка · e5 чёрный король · b4 белый ферзь · g4 белая ладья · d3 чёрная ладья · c2 чёрный ферзь · h2 чёрный слон · g1 белый конь · h1 белый слон | b8 белый конь · f8 белая ладья · h8 белый король · e7 белый слон · h7 чёрный конь · a6 чёрная ладья · c6 чёрный слон · e6 чёрная пешка · e5 чёрный король · b4 белый ферзь · g4 белая ладья · d3 чёрная ладья · c2 чёрный ферзь · h2 чёрный слон · g1 белый конь · h1 белый слон | b8 белый конь · f8 белая ладья · h8 белый король · e7 белый слон · h7 чёрный конь · a6 чёрная ладья · c6 чёрный слон · e6 чёрная пешка · e5 чёрный король · b4 белый ферзь · g4 белая ладья · d3 чёрная ладья · c2 чёрный ферзь · h2 чёрный слон · g1 белый конь · h1 белый слон | b8 белый конь · f8 белая ладья · h8 белый король · e7 белый слон · h7 чёрный конь · a6 чёрная ладья · c6 чёрный слон · e6 чёрная пешка · e5 чёрный король · b4 белый ферзь · g4 белая ладья · d3 чёрная ладья · c2 чёрный ферзь · h2 чёрный слон · g1 белый конь · h1 белый слон | b8 белый конь · f8 белая ладья · h8 белый король · e7 белый слон · h7 чёрный конь · a6 чёрная ладья · c6 чёрный слон · e6 чёрная пешка · e5 чёрный король · b4 белый ферзь · g4 белая ладья · d3 чёрная ладья · c2 чёрный ферзь · h2 чёрный слон · g1 белый конь · h1 белый слон | 5 |
| 4 | b8 белый конь · f8 белая ладья · h8 белый король · e7 белый слон · h7 чёрный конь · a6 чёрная ладья · c6 чёрный слон · e6 чёрная пешка · e5 чёрный король · b4 белый ферзь · g4 белая ладья · d3 чёрная ладья · c2 чёрный ферзь · h2 чёрный слон · g1 белый конь · h1 белый слон | b8 белый конь · f8 белая ладья · h8 белый король · e7 белый слон · h7 чёрный конь · a6 чёрная ладья · c6 чёрный слон · e6 чёрная пешка · e5 чёрный король · b4 белый ферзь · g4 белая ладья · d3 чёрная ладья · c2 чёрный ферзь · h2 чёрный слон · g1 белый конь · h1 белый слон | b8 белый конь · f8 белая ладья · h8 белый король · e7 белый слон · h7 чёрный конь · a6 чёрная ладья · c6 чёрный слон · e6 чёрная пешка · e5 чёрный король · b4 белый ферзь · g4 белая ладья · d3 чёрная ладья · c2 чёрный ферзь · h2 чёрный слон · g1 белый конь · h1 белый слон | b8 белый конь · f8 белая ладья · h8 белый король · e7 белый слон · h7 чёрный конь · a6 чёрная ладья · c6 чёрный слон · e6 чёрная пешка · e5 чёрный король · b4 белый ферзь · g4 белая ладья · d3 чёрная ладья · c2 чёрный ферзь · h2 чёрный слон · g1 белый конь · h1 белый слон | b8 белый конь · f8 белая ладья · h8 белый король · e7 белый слон · h7 чёрный конь · a6 чёрная ладья · c6 чёрный слон · e6 чёрная пешка · e5 чёрный король · b4 белый ферзь · g4 белая ладья · d3 чёрная ладья · c2 чёрный ферзь · h2 чёрный слон · g1 белый конь · h1 белый слон | b8 белый конь · f8 белая ладья · h8 белый король · e7 белый слон · h7 чёрный конь · a6 чёрная ладья · c6 чёрный слон · e6 чёрная пешка · e5 чёрный король · b4 белый ферзь · g4 белая ладья · d3 чёрная ладья · c2 чёрный ферзь · h2 чёрный слон · g1 белый конь · h1 белый слон | b8 белый конь · f8 белая ладья · h8 белый король · e7 белый слон · h7 чёрный конь · a6 чёрная ладья · c6 чёрный слон · e6 чёрная пешка · e5 чёрный король · b4 белый ферзь · g4 белая ладья · d3 чёрная ладья · c2 чёрный ферзь · h2 чёрный слон · g1 белый конь · h1 белый слон | b8 белый конь · f8 белая ладья · h8 белый король · e7 белый слон · h7 чёрный конь · a6 чёрная ладья · c6 чёрный слон · e6 чёрная пешка · e5 чёрный король · b4 белый ферзь · g4 белая ладья · d3 чёрная ладья · c2 чёрный ферзь · h2 чёрный слон · g1 белый конь · h1 белый слон | 4 |
| 3 | b8 белый конь · f8 белая ладья · h8 белый король · e7 белый слон · h7 чёрный конь · a6 чёрная ладья · c6 чёрный слон · e6 чёрная пешка · e5 чёрный король · b4 белый ферзь · g4 белая ладья · d3 чёрная ладья · c2 чёрный ферзь · h2 чёрный слон · g1 белый конь · h1 белый слон | b8 белый конь · f8 белая ладья · h8 белый король · e7 белый слон · h7 чёрный конь · a6 чёрная ладья · c6 чёрный слон · e6 чёрная пешка · e5 чёрный король · b4 белый ферзь · g4 белая ладья · d3 чёрная ладья · c2 чёрный ферзь · h2 чёрный слон · g1 белый конь · h1 белый слон | b8 белый конь · f8 белая ладья · h8 белый король · e7 белый слон · h7 чёрный конь · a6 чёрная ладья · c6 чёрный слон · e6 чёрная пешка · e5 чёрный король · b4 белый ферзь · g4 белая ладья · d3 чёрная ладья · c2 чёрный ферзь · h2 чёрный слон · g1 белый конь · h1 белый слон | b8 белый конь · f8 белая ладья · h8 белый король · e7 белый слон · h7 чёрный конь · a6 чёрная ладья · c6 чёрный слон · e6 чёрная пешка · e5 чёрный король · b4 белый ферзь · g4 белая ладья · d3 чёрная ладья · c2 чёрный ферзь · h2 чёрный слон · g1 белый конь · h1 белый слон | b8 белый конь · f8 белая ладья · h8 белый король · e7 белый слон · h7 чёрный конь · a6 чёрная ладья · c6 чёрный слон · e6 чёрная пешка · e5 чёрный король · b4 белый ферзь · g4 белая ладья · d3 чёрная ладья · c2 чёрный ферзь · h2 чёрный слон · g1 белый конь · h1 белый слон | b8 белый конь · f8 белая ладья · h8 белый король · e7 белый слон · h7 чёрный конь · a6 чёрная ладья · c6 чёрный слон · e6 чёрная пешка · e5 чёрный король · b4 белый ферзь · g4 белая ладья · d3 чёрная ладья · c2 чёрный ферзь · h2 чёрный слон · g1 белый конь · h1 белый слон | b8 белый конь · f8 белая ладья · h8 белый король · e7 белый слон · h7 чёрный конь · a6 чёрная ладья · c6 чёрный слон · e6 чёрная пешка · e5 чёрный король · b4 белый ферзь · g4 белая ладья · d3 чёрная ладья · c2 чёрный ферзь · h2 чёрный слон · g1 белый конь · h1 белый слон | b8 белый конь · f8 белая ладья · h8 белый король · e7 белый слон · h7 чёрный конь · a6 чёрная ладья · c6 чёрный слон · e6 чёрная пешка · e5 чёрный король · b4 белый ферзь · g4 белая ладья · d3 чёрная ладья · c2 чёрный ферзь · h2 чёрный слон · g1 белый конь · h1 белый слон | 3 |
| 2 | b8 белый конь · f8 белая ладья · h8 белый король · e7 белый слон · h7 чёрный конь · a6 чёрная ладья · c6 чёрный слон · e6 чёрная пешка · e5 чёрный король · b4 белый ферзь · g4 белая ладья · d3 чёрная ладья · c2 чёрный ферзь · h2 чёрный слон · g1 белый конь · h1 белый слон | b8 белый конь · f8 белая ладья · h8 белый король · e7 белый слон · h7 чёрный конь · a6 чёрная ладья · c6 чёрный слон · e6 чёрная пешка · e5 чёрный король · b4 белый ферзь · g4 белая ладья · d3 чёрная ладья · c2 чёрный ферзь · h2 чёрный слон · g1 белый конь · h1 белый слон | b8 белый конь · f8 белая ладья · h8 белый король · e7 белый слон · h7 чёрный конь · a6 чёрная ладья · c6 чёрный слон · e6 чёрная пешка · e5 чёрный король · b4 белый ферзь · g4 белая ладья · d3 чёрная ладья · c2 чёрный ферзь · h2 чёрный слон · g1 белый конь · h1 белый слон | b8 белый конь · f8 белая ладья · h8 белый король · e7 белый слон · h7 чёрный конь · a6 чёрная ладья · c6 чёрный слон · e6 чёрная пешка · e5 чёрный король · b4 белый ферзь · g4 белая ладья · d3 чёрная ладья · c2 чёрный ферзь · h2 чёрный слон · g1 белый конь · h1 белый слон | b8 белый конь · f8 белая ладья · h8 белый король · e7 белый слон · h7 чёрный конь · a6 чёрная ладья · c6 чёрный слон · e6 чёрная пешка · e5 чёрный король · b4 белый ферзь · g4 белая ладья · d3 чёрная ладья · c2 чёрный ферзь · h2 чёрный слон · g1 белый конь · h1 белый слон | b8 белый конь · f8 белая ладья · h8 белый король · e7 белый слон · h7 чёрный конь · a6 чёрная ладья · c6 чёрный слон · e6 чёрная пешка · e5 чёрный король · b4 белый ферзь · g4 белая ладья · d3 чёрная ладья · c2 чёрный ферзь · h2 чёрный слон · g1 белый конь · h1 белый слон | b8 белый конь · f8 белая ладья · h8 белый король · e7 белый слон · h7 чёрный конь · a6 чёрная ладья · c6 чёрный слон · e6 чёрная пешка · e5 чёрный король · b4 белый ферзь · g4 белая ладья · d3 чёрная ладья · c2 чёрный ферзь · h2 чёрный слон · g1 белый конь · h1 белый слон | b8 белый конь · f8 белая ладья · h8 белый король · e7 белый слон · h7 чёрный конь · a6 чёрная ладья · c6 чёрный слон · e6 чёрная пешка · e5 чёрный король · b4 белый ферзь · g4 белая ладья · d3 чёрная ладья · c2 чёрный ферзь · h2 чёрный слон · g1 белый конь · h1 белый слон | 2 |
| 1 | b8 белый конь · f8 белая ладья · h8 белый король · e7 белый слон · h7 чёрный конь · a6 чёрная ладья · c6 чёрный слон · e6 чёрная пешка · e5 чёрный король · b4 белый ферзь · g4 белая ладья · d3 чёрная ладья · c2 чёрный ферзь · h2 чёрный слон · g1 белый конь · h1 белый слон | b8 белый конь · f8 белая ладья · h8 белый король · e7 белый слон · h7 чёрный конь · a6 чёрная ладья · c6 чёрный слон · e6 чёрная пешка · e5 чёрный король · b4 белый ферзь · g4 белая ладья · d3 чёрная ладья · c2 чёрный ферзь · h2 чёрный слон · g1 белый конь · h1 белый слон | b8 белый конь · f8 белая ладья · h8 белый король · e7 белый слон · h7 чёрный конь · a6 чёрная ладья · c6 чёрный слон · e6 чёрная пешка · e5 чёрный король · b4 белый ферзь · g4 белая ладья · d3 чёрная ладья · c2 чёрный ферзь · h2 чёрный слон · g1 белый конь · h1 белый слон | b8 белый конь · f8 белая ладья · h8 белый король · e7 белый слон · h7 чёрный конь · a6 чёрная ладья · c6 чёрный слон · e6 чёрная пешка · e5 чёрный король · b4 белый ферзь · g4 белая ладья · d3 чёрная ладья · c2 чёрный ферзь · h2 чёрный слон · g1 белый конь · h1 белый слон | b8 белый конь · f8 белая ладья · h8 белый король · e7 белый слон · h7 чёрный конь · a6 чёрная ладья · c6 чёрный слон · e6 чёрная пешка · e5 чёрный король · b4 белый ферзь · g4 белая ладья · d3 чёрная ладья · c2 чёрный ферзь · h2 чёрный слон · g1 белый конь · h1 белый слон | b8 белый конь · f8 белая ладья · h8 белый король · e7 белый слон · h7 чёрный конь · a6 чёрная ладья · c6 чёрный слон · e6 чёрная пешка · e5 чёрный король · b4 белый ферзь · g4 белая ладья · d3 чёрная ладья · c2 чёрный ферзь · h2 чёрный слон · g1 белый конь · h1 белый слон | b8 белый конь · f8 белая ладья · h8 белый король · e7 белый слон · h7 чёрный конь · a6 чёрная ладья · c6 чёрный слон · e6 чёрная пешка · e5 чёрный король · b4 белый ферзь · g4 белая ладья · d3 чёрная ладья · c2 чёрный ферзь · h2 чёрный слон · g1 белый конь · h1 белый слон | b8 белый конь · f8 белая ладья · h8 белый король · e7 белый слон · h7 чёрный конь · a6 чёрная ладья · c6 чёрный слон · e6 чёрная пешка · e5 чёрный король · b4 белый ферзь · g4 белая ладья · d3 чёрная ладья · c2 чёрный ферзь · h2 чёрный слон · g1 белый конь · h1 белый слон | 1 |
|   | a | b | c | d | e | f | g | h |   |

1.Cd5! угрозы 2.Фd6/Фе4

1…C:d5 2.Kd7#

1…Л:d5 2.Kf3#

1…Kp:d5 2.Фe4

1…ed 2.Фd6
Оригинальная реализация перекрытия Новотного с ходом белого слона под удар четырёх чёрных фигур.
|   | a | b | c | d | e | f | g | h |   |
| - | --- | --- | --- | --- | --- | --- | --- | --- | - |
| 8 | a8 чёрный ферзь · e8 чёрная ладья · g7 чёрная пешка · a6 чёрная пешка · d6 чёрный слон · e6 белая ладья · f6 белый слон · c5 белая пешка · g5 чёрная пешка · b4 белый конь · c4 белая ладья · d4 белый конь · e4 белый слон · f4 чёрный король · e3 чёрная пешка · h3 белый ферзь · a2 чёрная пешка · e2 белая пешка · f2 чёрная ладья · a1 белый король · b1 чёрный слон | a8 чёрный ферзь · e8 чёрная ладья · g7 чёрная пешка · a6 чёрная пешка · d6 чёрный слон · e6 белая ладья · f6 белый слон · c5 белая пешка · g5 чёрная пешка · b4 белый конь · c4 белая ладья · d4 белый конь · e4 белый слон · f4 чёрный король · e3 чёрная пешка · h3 белый ферзь · a2 чёрная пешка · e2 белая пешка · f2 чёрная ладья · a1 белый король · b1 чёрный слон | a8 чёрный ферзь · e8 чёрная ладья · g7 чёрная пешка · a6 чёрная пешка · d6 чёрный слон · e6 белая ладья · f6 белый слон · c5 белая пешка · g5 чёрная пешка · b4 белый конь · c4 белая ладья · d4 белый конь · e4 белый слон · f4 чёрный король · e3 чёрная пешка · h3 белый ферзь · a2 чёрная пешка · e2 белая пешка · f2 чёрная ладья · a1 белый король · b1 чёрный слон | a8 чёрный ферзь · e8 чёрная ладья · g7 чёрная пешка · a6 чёрная пешка · d6 чёрный слон · e6 белая ладья · f6 белый слон · c5 белая пешка · g5 чёрная пешка · b4 белый конь · c4 белая ладья · d4 белый конь · e4 белый слон · f4 чёрный король · e3 чёрная пешка · h3 белый ферзь · a2 чёрная пешка · e2 белая пешка · f2 чёрная ладья · a1 белый король · b1 чёрный слон | a8 чёрный ферзь · e8 чёрная ладья · g7 чёрная пешка · a6 чёрная пешка · d6 чёрный слон · e6 белая ладья · f6 белый слон · c5 белая пешка · g5 чёрная пешка · b4 белый конь · c4 белая ладья · d4 белый конь · e4 белый слон · f4 чёрный король · e3 чёрная пешка · h3 белый ферзь · a2 чёрная пешка · e2 белая пешка · f2 чёрная ладья · a1 белый король · b1 чёрный слон | a8 чёрный ферзь · e8 чёрная ладья · g7 чёрная пешка · a6 чёрная пешка · d6 чёрный слон · e6 белая ладья · f6 белый слон · c5 белая пешка · g5 чёрная пешка · b4 белый конь · c4 белая ладья · d4 белый конь · e4 белый слон · f4 чёрный король · e3 чёрная пешка · h3 белый ферзь · a2 чёрная пешка · e2 белая пешка · f2 чёрная ладья · a1 белый король · b1 чёрный слон | a8 чёрный ферзь · e8 чёрная ладья · g7 чёрная пешка · a6 чёрная пешка · d6 чёрный слон · e6 белая ладья · f6 белый слон · c5 белая пешка · g5 чёрная пешка · b4 белый конь · c4 белая ладья · d4 белый конь · e4 белый слон · f4 чёрный король · e3 чёрная пешка · h3 белый ферзь · a2 чёрная пешка · e2 белая пешка · f2 чёрная ладья · a1 белый король · b1 чёрный слон | a8 чёрный ферзь · e8 чёрная ладья · g7 чёрная пешка · a6 чёрная пешка · d6 чёрный слон · e6 белая ладья · f6 белый слон · c5 белая пешка · g5 чёрная пешка · b4 белый конь · c4 белая ладья · d4 белый конь · e4 белый слон · f4 чёрный король · e3 чёрная пешка · h3 белый ферзь · a2 чёрная пешка · e2 белая пешка · f2 чёрная ладья · a1 белый король · b1 чёрный слон | 8 |
| 7 | a8 чёрный ферзь · e8 чёрная ладья · g7 чёрная пешка · a6 чёрная пешка · d6 чёрный слон · e6 белая ладья · f6 белый слон · c5 белая пешка · g5 чёрная пешка · b4 белый конь · c4 белая ладья · d4 белый конь · e4 белый слон · f4 чёрный король · e3 чёрная пешка · h3 белый ферзь · a2 чёрная пешка · e2 белая пешка · f2 чёрная ладья · a1 белый король · b1 чёрный слон | a8 чёрный ферзь · e8 чёрная ладья · g7 чёрная пешка · a6 чёрная пешка · d6 чёрный слон · e6 белая ладья · f6 белый слон · c5 белая пешка · g5 чёрная пешка · b4 белый конь · c4 белая ладья · d4 белый конь · e4 белый слон · f4 чёрный король · e3 чёрная пешка · h3 белый ферзь · a2 чёрная пешка · e2 белая пешка · f2 чёрная ладья · a1 белый король · b1 чёрный слон | a8 чёрный ферзь · e8 чёрная ладья · g7 чёрная пешка · a6 чёрная пешка · d6 чёрный слон · e6 белая ладья · f6 белый слон · c5 белая пешка · g5 чёрная пешка · b4 белый конь · c4 белая ладья · d4 белый конь · e4 белый слон · f4 чёрный король · e3 чёрная пешка · h3 белый ферзь · a2 чёрная пешка · e2 белая пешка · f2 чёрная ладья · a1 белый король · b1 чёрный слон | a8 чёрный ферзь · e8 чёрная ладья · g7 чёрная пешка · a6 чёрная пешка · d6 чёрный слон · e6 белая ладья · f6 белый слон · c5 белая пешка · g5 чёрная пешка · b4 белый конь · c4 белая ладья · d4 белый конь · e4 белый слон · f4 чёрный король · e3 чёрная пешка · h3 белый ферзь · a2 чёрная пешка · e2 белая пешка · f2 чёрная ладья · a1 белый король · b1 чёрный слон | a8 чёрный ферзь · e8 чёрная ладья · g7 чёрная пешка · a6 чёрная пешка · d6 чёрный слон · e6 белая ладья · f6 белый слон · c5 белая пешка · g5 чёрная пешка · b4 белый конь · c4 белая ладья · d4 белый конь · e4 белый слон · f4 чёрный король · e3 чёрная пешка · h3 белый ферзь · a2 чёрная пешка · e2 белая пешка · f2 чёрная ладья · a1 белый король · b1 чёрный слон | a8 чёрный ферзь · e8 чёрная ладья · g7 чёрная пешка · a6 чёрная пешка · d6 чёрный слон · e6 белая ладья · f6 белый слон · c5 белая пешка · g5 чёрная пешка · b4 белый конь · c4 белая ладья · d4 белый конь · e4 белый слон · f4 чёрный король · e3 чёрная пешка · h3 белый ферзь · a2 чёрная пешка · e2 белая пешка · f2 чёрная ладья · a1 белый король · b1 чёрный слон | a8 чёрный ферзь · e8 чёрная ладья · g7 чёрная пешка · a6 чёрная пешка · d6 чёрный слон · e6 белая ладья · f6 белый слон · c5 белая пешка · g5 чёрная пешка · b4 белый конь · c4 белая ладья · d4 белый конь · e4 белый слон · f4 чёрный король · e3 чёрная пешка · h3 белый ферзь · a2 чёрная пешка · e2 белая пешка · f2 чёрная ладья · a1 белый король · b1 чёрный слон | a8 чёрный ферзь · e8 чёрная ладья · g7 чёрная пешка · a6 чёрная пешка · d6 чёрный слон · e6 белая ладья · f6 белый слон · c5 белая пешка · g5 чёрная пешка · b4 белый конь · c4 белая ладья · d4 белый конь · e4 белый слон · f4 чёрный король · e3 чёрная пешка · h3 белый ферзь · a2 чёрная пешка · e2 белая пешка · f2 чёрная ладья · a1 белый король · b1 чёрный слон | 7 |
| 6 | a8 чёрный ферзь · e8 чёрная ладья · g7 чёрная пешка · a6 чёрная пешка · d6 чёрный слон · e6 белая ладья · f6 белый слон · c5 белая пешка · g5 чёрная пешка · b4 белый конь · c4 белая ладья · d4 белый конь · e4 белый слон · f4 чёрный король · e3 чёрная пешка · h3 белый ферзь · a2 чёрная пешка · e2 белая пешка · f2 чёрная ладья · a1 белый король · b1 чёрный слон | a8 чёрный ферзь · e8 чёрная ладья · g7 чёрная пешка · a6 чёрная пешка · d6 чёрный слон · e6 белая ладья · f6 белый слон · c5 белая пешка · g5 чёрная пешка · b4 белый конь · c4 белая ладья · d4 белый конь · e4 белый слон · f4 чёрный король · e3 чёрная пешка · h3 белый ферзь · a2 чёрная пешка · e2 белая пешка · f2 чёрная ладья · a1 белый король · b1 чёрный слон | a8 чёрный ферзь · e8 чёрная ладья · g7 чёрная пешка · a6 чёрная пешка · d6 чёрный слон · e6 белая ладья · f6 белый слон · c5 белая пешка · g5 чёрная пешка · b4 белый конь · c4 белая ладья · d4 белый конь · e4 белый слон · f4 чёрный король · e3 чёрная пешка · h3 белый ферзь · a2 чёрная пешка · e2 белая пешка · f2 чёрная ладья · a1 белый король · b1 чёрный слон | a8 чёрный ферзь · e8 чёрная ладья · g7 чёрная пешка · a6 чёрная пешка · d6 чёрный слон · e6 белая ладья · f6 белый слон · c5 белая пешка · g5 чёрная пешка · b4 белый конь · c4 белая ладья · d4 белый конь · e4 белый слон · f4 чёрный король · e3 чёрная пешка · h3 белый ферзь · a2 чёрная пешка · e2 белая пешка · f2 чёрная ладья · a1 белый король · b1 чёрный слон | a8 чёрный ферзь · e8 чёрная ладья · g7 чёрная пешка · a6 чёрная пешка · d6 чёрный слон · e6 белая ладья · f6 белый слон · c5 белая пешка · g5 чёрная пешка · b4 белый конь · c4 белая ладья · d4 белый конь · e4 белый слон · f4 чёрный король · e3 чёрная пешка · h3 белый ферзь · a2 чёрная пешка · e2 белая пешка · f2 чёрная ладья · a1 белый король · b1 чёрный слон | a8 чёрный ферзь · e8 чёрная ладья · g7 чёрная пешка · a6 чёрная пешка · d6 чёрный слон · e6 белая ладья · f6 белый слон · c5 белая пешка · g5 чёрная пешка · b4 белый конь · c4 белая ладья · d4 белый конь · e4 белый слон · f4 чёрный король · e3 чёрная пешка · h3 белый ферзь · a2 чёрная пешка · e2 белая пешка · f2 чёрная ладья · a1 белый король · b1 чёрный слон | a8 чёрный ферзь · e8 чёрная ладья · g7 чёрная пешка · a6 чёрная пешка · d6 чёрный слон · e6 белая ладья · f6 белый слон · c5 белая пешка · g5 чёрная пешка · b4 белый конь · c4 белая ладья · d4 белый конь · e4 белый слон · f4 чёрный король · e3 чёрная пешка · h3 белый ферзь · a2 чёрная пешка · e2 белая пешка · f2 чёрная ладья · a1 белый король · b1 чёрный слон | a8 чёрный ферзь · e8 чёрная ладья · g7 чёрная пешка · a6 чёрная пешка · d6 чёрный слон · e6 белая ладья · f6 белый слон · c5 белая пешка · g5 чёрная пешка · b4 белый конь · c4 белая ладья · d4 белый конь · e4 белый слон · f4 чёрный король · e3 чёрная пешка · h3 белый ферзь · a2 чёрная пешка · e2 белая пешка · f2 чёрная ладья · a1 белый король · b1 чёрный слон | 6 |
| 5 | a8 чёрный ферзь · e8 чёрная ладья · g7 чёрная пешка · a6 чёрная пешка · d6 чёрный слон · e6 белая ладья · f6 белый слон · c5 белая пешка · g5 чёрная пешка · b4 белый конь · c4 белая ладья · d4 белый конь · e4 белый слон · f4 чёрный король · e3 чёрная пешка · h3 белый ферзь · a2 чёрная пешка · e2 белая пешка · f2 чёрная ладья · a1 белый король · b1 чёрный слон | a8 чёрный ферзь · e8 чёрная ладья · g7 чёрная пешка · a6 чёрная пешка · d6 чёрный слон · e6 белая ладья · f6 белый слон · c5 белая пешка · g5 чёрная пешка · b4 белый конь · c4 белая ладья · d4 белый конь · e4 белый слон · f4 чёрный король · e3 чёрная пешка · h3 белый ферзь · a2 чёрная пешка · e2 белая пешка · f2 чёрная ладья · a1 белый король · b1 чёрный слон | a8 чёрный ферзь · e8 чёрная ладья · g7 чёрная пешка · a6 чёрная пешка · d6 чёрный слон · e6 белая ладья · f6 белый слон · c5 белая пешка · g5 чёрная пешка · b4 белый конь · c4 белая ладья · d4 белый конь · e4 белый слон · f4 чёрный король · e3 чёрная пешка · h3 белый ферзь · a2 чёрная пешка · e2 белая пешка · f2 чёрная ладья · a1 белый король · b1 чёрный слон | a8 чёрный ферзь · e8 чёрная ладья · g7 чёрная пешка · a6 чёрная пешка · d6 чёрный слон · e6 белая ладья · f6 белый слон · c5 белая пешка · g5 чёрная пешка · b4 белый конь · c4 белая ладья · d4 белый конь · e4 белый слон · f4 чёрный король · e3 чёрная пешка · h3 белый ферзь · a2 чёрная пешка · e2 белая пешка · f2 чёрная ладья · a1 белый король · b1 чёрный слон | a8 чёрный ферзь · e8 чёрная ладья · g7 чёрная пешка · a6 чёрная пешка · d6 чёрный слон · e6 белая ладья · f6 белый слон · c5 белая пешка · g5 чёрная пешка · b4 белый конь · c4 белая ладья · d4 белый конь · e4 белый слон · f4 чёрный король · e3 чёрная пешка · h3 белый ферзь · a2 чёрная пешка · e2 белая пешка · f2 чёрная ладья · a1 белый король · b1 чёрный слон | a8 чёрный ферзь · e8 чёрная ладья · g7 чёрная пешка · a6 чёрная пешка · d6 чёрный слон · e6 белая ладья · f6 белый слон · c5 белая пешка · g5 чёрная пешка · b4 белый конь · c4 белая ладья · d4 белый конь · e4 белый слон · f4 чёрный король · e3 чёрная пешка · h3 белый ферзь · a2 чёрная пешка · e2 белая пешка · f2 чёрная ладья · a1 белый король · b1 чёрный слон | a8 чёрный ферзь · e8 чёрная ладья · g7 чёрная пешка · a6 чёрная пешка · d6 чёрный слон · e6 белая ладья · f6 белый слон · c5 белая пешка · g5 чёрная пешка · b4 белый конь · c4 белая ладья · d4 белый конь · e4 белый слон · f4 чёрный король · e3 чёрная пешка · h3 белый ферзь · a2 чёрная пешка · e2 белая пешка · f2 чёрная ладья · a1 белый король · b1 чёрный слон | a8 чёрный ферзь · e8 чёрная ладья · g7 чёрная пешка · a6 чёрная пешка · d6 чёрный слон · e6 белая ладья · f6 белый слон · c5 белая пешка · g5 чёрная пешка · b4 белый конь · c4 белая ладья · d4 белый конь · e4 белый слон · f4 чёрный король · e3 чёрная пешка · h3 белый ферзь · a2 чёрная пешка · e2 белая пешка · f2 чёрная ладья · a1 белый король · b1 чёрный слон | 5 |
| 4 | a8 чёрный ферзь · e8 чёрная ладья · g7 чёрная пешка · a6 чёрная пешка · d6 чёрный слон · e6 белая ладья · f6 белый слон · c5 белая пешка · g5 чёрная пешка · b4 белый конь · c4 белая ладья · d4 белый конь · e4 белый слон · f4 чёрный король · e3 чёрная пешка · h3 белый ферзь · a2 чёрная пешка · e2 белая пешка · f2 чёрная ладья · a1 белый король · b1 чёрный слон | a8 чёрный ферзь · e8 чёрная ладья · g7 чёрная пешка · a6 чёрная пешка · d6 чёрный слон · e6 белая ладья · f6 белый слон · c5 белая пешка · g5 чёрная пешка · b4 белый конь · c4 белая ладья · d4 белый конь · e4 белый слон · f4 чёрный король · e3 чёрная пешка · h3 белый ферзь · a2 чёрная пешка · e2 белая пешка · f2 чёрная ладья · a1 белый король · b1 чёрный слон | a8 чёрный ферзь · e8 чёрная ладья · g7 чёрная пешка · a6 чёрная пешка · d6 чёрный слон · e6 белая ладья · f6 белый слон · c5 белая пешка · g5 чёрная пешка · b4 белый конь · c4 белая ладья · d4 белый конь · e4 белый слон · f4 чёрный король · e3 чёрная пешка · h3 белый ферзь · a2 чёрная пешка · e2 белая пешка · f2 чёрная ладья · a1 белый король · b1 чёрный слон | a8 чёрный ферзь · e8 чёрная ладья · g7 чёрная пешка · a6 чёрная пешка · d6 чёрный слон · e6 белая ладья · f6 белый слон · c5 белая пешка · g5 чёрная пешка · b4 белый конь · c4 белая ладья · d4 белый конь · e4 белый слон · f4 чёрный король · e3 чёрная пешка · h3 белый ферзь · a2 чёрная пешка · e2 белая пешка · f2 чёрная ладья · a1 белый король · b1 чёрный слон | a8 чёрный ферзь · e8 чёрная ладья · g7 чёрная пешка · a6 чёрная пешка · d6 чёрный слон · e6 белая ладья · f6 белый слон · c5 белая пешка · g5 чёрная пешка · b4 белый конь · c4 белая ладья · d4 белый конь · e4 белый слон · f4 чёрный король · e3 чёрная пешка · h3 белый ферзь · a2 чёрная пешка · e2 белая пешка · f2 чёрная ладья · a1 белый король · b1 чёрный слон | a8 чёрный ферзь · e8 чёрная ладья · g7 чёрная пешка · a6 чёрная пешка · d6 чёрный слон · e6 белая ладья · f6 белый слон · c5 белая пешка · g5 чёрная пешка · b4 белый конь · c4 белая ладья · d4 белый конь · e4 белый слон · f4 чёрный король · e3 чёрная пешка · h3 белый ферзь · a2 чёрная пешка · e2 белая пешка · f2 чёрная ладья · a1 белый король · b1 чёрный слон | a8 чёрный ферзь · e8 чёрная ладья · g7 чёрная пешка · a6 чёрная пешка · d6 чёрный слон · e6 белая ладья · f6 белый слон · c5 белая пешка · g5 чёрная пешка · b4 белый конь · c4 белая ладья · d4 белый конь · e4 белый слон · f4 чёрный король · e3 чёрная пешка · h3 белый ферзь · a2 чёрная пешка · e2 белая пешка · f2 чёрная ладья · a1 белый король · b1 чёрный слон | a8 чёрный ферзь · e8 чёрная ладья · g7 чёрная пешка · a6 чёрная пешка · d6 чёрный слон · e6 белая ладья · f6 белый слон · c5 белая пешка · g5 чёрная пешка · b4 белый конь · c4 белая ладья · d4 белый конь · e4 белый слон · f4 чёрный король · e3 чёрная пешка · h3 белый ферзь · a2 чёрная пешка · e2 белая пешка · f2 чёрная ладья · a1 белый король · b1 чёрный слон | 4 |
| 3 | a8 чёрный ферзь · e8 чёрная ладья · g7 чёрная пешка · a6 чёрная пешка · d6 чёрный слон · e6 белая ладья · f6 белый слон · c5 белая пешка · g5 чёрная пешка · b4 белый конь · c4 белая ладья · d4 белый конь · e4 белый слон · f4 чёрный король · e3 чёрная пешка · h3 белый ферзь · a2 чёрная пешка · e2 белая пешка · f2 чёрная ладья · a1 белый король · b1 чёрный слон | a8 чёрный ферзь · e8 чёрная ладья · g7 чёрная пешка · a6 чёрная пешка · d6 чёрный слон · e6 белая ладья · f6 белый слон · c5 белая пешка · g5 чёрная пешка · b4 белый конь · c4 белая ладья · d4 белый конь · e4 белый слон · f4 чёрный король · e3 чёрная пешка · h3 белый ферзь · a2 чёрная пешка · e2 белая пешка · f2 чёрная ладья · a1 белый король · b1 чёрный слон | a8 чёрный ферзь · e8 чёрная ладья · g7 чёрная пешка · a6 чёрная пешка · d6 чёрный слон · e6 белая ладья · f6 белый слон · c5 белая пешка · g5 чёрная пешка · b4 белый конь · c4 белая ладья · d4 белый конь · e4 белый слон · f4 чёрный король · e3 чёрная пешка · h3 белый ферзь · a2 чёрная пешка · e2 белая пешка · f2 чёрная ладья · a1 белый король · b1 чёрный слон | a8 чёрный ферзь · e8 чёрная ладья · g7 чёрная пешка · a6 чёрная пешка · d6 чёрный слон · e6 белая ладья · f6 белый слон · c5 белая пешка · g5 чёрная пешка · b4 белый конь · c4 белая ладья · d4 белый конь · e4 белый слон · f4 чёрный король · e3 чёрная пешка · h3 белый ферзь · a2 чёрная пешка · e2 белая пешка · f2 чёрная ладья · a1 белый король · b1 чёрный слон | a8 чёрный ферзь · e8 чёрная ладья · g7 чёрная пешка · a6 чёрная пешка · d6 чёрный слон · e6 белая ладья · f6 белый слон · c5 белая пешка · g5 чёрная пешка · b4 белый конь · c4 белая ладья · d4 белый конь · e4 белый слон · f4 чёрный король · e3 чёрная пешка · h3 белый ферзь · a2 чёрная пешка · e2 белая пешка · f2 чёрная ладья · a1 белый король · b1 чёрный слон | a8 чёрный ферзь · e8 чёрная ладья · g7 чёрная пешка · a6 чёрная пешка · d6 чёрный слон · e6 белая ладья · f6 белый слон · c5 белая пешка · g5 чёрная пешка · b4 белый конь · c4 белая ладья · d4 белый конь · e4 белый слон · f4 чёрный король · e3 чёрная пешка · h3 белый ферзь · a2 чёрная пешка · e2 белая пешка · f2 чёрная ладья · a1 белый король · b1 чёрный слон | a8 чёрный ферзь · e8 чёрная ладья · g7 чёрная пешка · a6 чёрная пешка · d6 чёрный слон · e6 белая ладья · f6 белый слон · c5 белая пешка · g5 чёрная пешка · b4 белый конь · c4 белая ладья · d4 белый конь · e4 белый слон · f4 чёрный король · e3 чёрная пешка · h3 белый ферзь · a2 чёрная пешка · e2 белая пешка · f2 чёрная ладья · a1 белый король · b1 чёрный слон | a8 чёрный ферзь · e8 чёрная ладья · g7 чёрная пешка · a6 чёрная пешка · d6 чёрный слон · e6 белая ладья · f6 белый слон · c5 белая пешка · g5 чёрная пешка · b4 белый конь · c4 белая ладья · d4 белый конь · e4 белый слон · f4 чёрный король · e3 чёрная пешка · h3 белый ферзь · a2 чёрная пешка · e2 белая пешка · f2 чёрная ладья · a1 белый король · b1 чёрный слон | 3 |
| 2 | a8 чёрный ферзь · e8 чёрная ладья · g7 чёрная пешка · a6 чёрная пешка · d6 чёрный слон · e6 белая ладья · f6 белый слон · c5 белая пешка · g5 чёрная пешка · b4 белый конь · c4 белая ладья · d4 белый конь · e4 белый слон · f4 чёрный король · e3 чёрная пешка · h3 белый ферзь · a2 чёрная пешка · e2 белая пешка · f2 чёрная ладья · a1 белый король · b1 чёрный слон | a8 чёрный ферзь · e8 чёрная ладья · g7 чёрная пешка · a6 чёрная пешка · d6 чёрный слон · e6 белая ладья · f6 белый слон · c5 белая пешка · g5 чёрная пешка · b4 белый конь · c4 белая ладья · d4 белый конь · e4 белый слон · f4 чёрный король · e3 чёрная пешка · h3 белый ферзь · a2 чёрная пешка · e2 белая пешка · f2 чёрная ладья · a1 белый король · b1 чёрный слон | a8 чёрный ферзь · e8 чёрная ладья · g7 чёрная пешка · a6 чёрная пешка · d6 чёрный слон · e6 белая ладья · f6 белый слон · c5 белая пешка · g5 чёрная пешка · b4 белый конь · c4 белая ладья · d4 белый конь · e4 белый слон · f4 чёрный король · e3 чёрная пешка · h3 белый ферзь · a2 чёрная пешка · e2 белая пешка · f2 чёрная ладья · a1 белый король · b1 чёрный слон | a8 чёрный ферзь · e8 чёрная ладья · g7 чёрная пешка · a6 чёрная пешка · d6 чёрный слон · e6 белая ладья · f6 белый слон · c5 белая пешка · g5 чёрная пешка · b4 белый конь · c4 белая ладья · d4 белый конь · e4 белый слон · f4 чёрный король · e3 чёрная пешка · h3 белый ферзь · a2 чёрная пешка · e2 белая пешка · f2 чёрная ладья · a1 белый король · b1 чёрный слон | a8 чёрный ферзь · e8 чёрная ладья · g7 чёрная пешка · a6 чёрная пешка · d6 чёрный слон · e6 белая ладья · f6 белый слон · c5 белая пешка · g5 чёрная пешка · b4 белый конь · c4 белая ладья · d4 белый конь · e4 белый слон · f4 чёрный король · e3 чёрная пешка · h3 белый ферзь · a2 чёрная пешка · e2 белая пешка · f2 чёрная ладья · a1 белый король · b1 чёрный слон | a8 чёрный ферзь · e8 чёрная ладья · g7 чёрная пешка · a6 чёрная пешка · d6 чёрный слон · e6 белая ладья · f6 белый слон · c5 белая пешка · g5 чёрная пешка · b4 белый конь · c4 белая ладья · d4 белый конь · e4 белый слон · f4 чёрный король · e3 чёрная пешка · h3 белый ферзь · a2 чёрная пешка · e2 белая пешка · f2 чёрная ладья · a1 белый король · b1 чёрный слон | a8 чёрный ферзь · e8 чёрная ладья · g7 чёрная пешка · a6 чёрная пешка · d6 чёрный слон · e6 белая ладья · f6 белый слон · c5 белая пешка · g5 чёрная пешка · b4 белый конь · c4 белая ладья · d4 белый конь · e4 белый слон · f4 чёрный король · e3 чёрная пешка · h3 белый ферзь · a2 чёрная пешка · e2 белая пешка · f2 чёрная ладья · a1 белый король · b1 чёрный слон | a8 чёрный ферзь · e8 чёрная ладья · g7 чёрная пешка · a6 чёрная пешка · d6 чёрный слон · e6 белая ладья · f6 белый слон · c5 белая пешка · g5 чёрная пешка · b4 белый конь · c4 белая ладья · d4 белый конь · e4 белый слон · f4 чёрный король · e3 чёрная пешка · h3 белый ферзь · a2 чёрная пешка · e2 белая пешка · f2 чёрная ладья · a1 белый король · b1 чёрный слон | 2 |
| 1 | a8 чёрный ферзь · e8 чёрная ладья · g7 чёрная пешка · a6 чёрная пешка · d6 чёрный слон · e6 белая ладья · f6 белый слон · c5 белая пешка · g5 чёрная пешка · b4 белый конь · c4 белая ладья · d4 белый конь · e4 белый слон · f4 чёрный король · e3 чёрная пешка · h3 белый ферзь · a2 чёрная пешка · e2 белая пешка · f2 чёрная ладья · a1 белый король · b1 чёрный слон | a8 чёрный ферзь · e8 чёрная ладья · g7 чёрная пешка · a6 чёрная пешка · d6 чёрный слон · e6 белая ладья · f6 белый слон · c5 белая пешка · g5 чёрная пешка · b4 белый конь · c4 белая ладья · d4 белый конь · e4 белый слон · f4 чёрный король · e3 чёрная пешка · h3 белый ферзь · a2 чёрная пешка · e2 белая пешка · f2 чёрная ладья · a1 белый король · b1 чёрный слон | a8 чёрный ферзь · e8 чёрная ладья · g7 чёрная пешка · a6 чёрная пешка · d6 чёрный слон · e6 белая ладья · f6 белый слон · c5 белая пешка · g5 чёрная пешка · b4 белый конь · c4 белая ладья · d4 белый конь · e4 белый слон · f4 чёрный король · e3 чёрная пешка · h3 белый ферзь · a2 чёрная пешка · e2 белая пешка · f2 чёрная ладья · a1 белый король · b1 чёрный слон | a8 чёрный ферзь · e8 чёрная ладья · g7 чёрная пешка · a6 чёрная пешка · d6 чёрный слон · e6 белая ладья · f6 белый слон · c5 белая пешка · g5 чёрная пешка · b4 белый конь · c4 белая ладья · d4 белый конь · e4 белый слон · f4 чёрный король · e3 чёрная пешка · h3 белый ферзь · a2 чёрная пешка · e2 белая пешка · f2 чёрная ладья · a1 белый король · b1 чёрный слон | a8 чёрный ферзь · e8 чёрная ладья · g7 чёрная пешка · a6 чёрная пешка · d6 чёрный слон · e6 белая ладья · f6 белый слон · c5 белая пешка · g5 чёрная пешка · b4 белый конь · c4 белая ладья · d4 белый конь · e4 белый слон · f4 чёрный король · e3 чёрная пешка · h3 белый ферзь · a2 чёрная пешка · e2 белая пешка · f2 чёрная ладья · a1 белый король · b1 чёрный слон | a8 чёрный ферзь · e8 чёрная ладья · g7 чёрная пешка · a6 чёрная пешка · d6 чёрный слон · e6 белая ладья · f6 белый слон · c5 белая пешка · g5 чёрная пешка · b4 белый конь · c4 белая ладья · d4 белый конь · e4 белый слон · f4 чёрный король · e3 чёрная пешка · h3 белый ферзь · a2 чёрная пешка · e2 белая пешка · f2 чёрная ладья · a1 белый король · b1 чёрный слон | a8 чёрный ферзь · e8 чёрная ладья · g7 чёрная пешка · a6 чёрная пешка · d6 чёрный слон · e6 белая ладья · f6 белый слон · c5 белая пешка · g5 чёрная пешка · b4 белый конь · c4 белая ладья · d4 белый конь · e4 белый слон · f4 чёрный король · e3 чёрная пешка · h3 белый ферзь · a2 чёрная пешка · e2 белая пешка · f2 чёрная ладья · a1 белый король · b1 чёрный слон | a8 чёрный ферзь · e8 чёрная ладья · g7 чёрная пешка · a6 чёрная пешка · d6 чёрный слон · e6 белая ладья · f6 белый слон · c5 белая пешка · g5 чёрная пешка · b4 белый конь · c4 белая ладья · d4 белый конь · e4 белый слон · f4 чёрный король · e3 чёрная пешка · h3 белый ферзь · a2 чёрная пешка · e2 белая пешка · f2 чёрная ладья · a1 белый король · b1 чёрный слон | 1 |
|   | a | b | c | d | e | f | g | h |   |

1.Cd3? угроза 2.Kdc6#

1…Фh1 2.Kf3#, 1…Фd5 2.K:d5#, но 1…Фе4!
1.Cd5? угроза 2.Kdc2#

1…Ch7 2.Kf5#, 1…Cd3 2.K:d3#, но 1…Cе4!
1.Kf3? угроза 2.C:g5#

1…Л:f3 2.Ф:f3#, 1…gf 2.Л:f6#, но 1…Лg2!
1.Kf5! угроза 2.Фg3#

1…Ф:е4 2.Kd5#, 1…С:е4 2.Kd3#

## Статьи Г. Святова
- Возвращаясь к напечатанному // «Шахматы в СССР», 1972.— 2.— С. 30
- Не забывая о нюансах // Шахматы (Рига), 1975.— 16.— С. 30
- Без скидок // «Шахматы в СССР», 1976.— 2.— С. 29.
- Два направления поиска // Шахматы (Рига), 1977.— 2.— С. 30
- Незавершенные замыслы // «64» 1978.— 32(527).— С. 15
- Схемы близкие — замыслы разные // Шахматы (Рига), 1983.— 8.— С. III
- «Белые комбинации» + коррекция // «Шахматы в СССР», 1983.— 10.— С. 30. (в соавт. с Ю. Вахлаковым)
- Вспоминая наставников // 64 — Шахматное обозрение, 1988.— 12(803).— С. 30-31.
- Троицкий в Пензе // Задачи и этюды, 1997.— № 14.
- Памяти товарища // Задачи и этюды, 2001.— № 23.
- Переписка длиною в 30 лет // Задачи и этюды, 2002.— № 28.
- Однофазная форма темы Рухлиса // Шахматная композиция, 2003.— №51.— С. 42—44.
- Современный Новотный // Шахматная композиция, 2004.— №58.— С. 34—35.
- Ещё раз об однофазной теме Рухлиса // Шахматная композиция, 2004.— №59.— С. 34—37.